# Gilbert Elliot-Murray-Kynynmound (2. hrabia Minto)
Gilbert Elliot-Murray-Kynynmound, 2. hrabia Minto GCB (ur. 16 listopada 1782, zm. 31 lipca 1859) – brytyjski arystokrata, dyplomata i polityk, członek stronnictwa wigów, minister w rządach lorda Melbourne’a i lorda Johna Russella.

## Życiorys
Był najstarszym synem Gilberta Elliota-Murraya-Kynynmounda, 1. hrabiego Minto, i Anny Amyand, córki sir George’a Amyanda, 1. baroneta. Jego kuzynem (synem młodszego brata Gilberta-ojca, Hugh Elliota), był Charles Elliot, pierwszy de facto gubernator Hongkongu.
Od 1813 r. nosił tytuł grzecznościowy „wicehrabiego Melgund”. Ukończył Eton College następnie studiował w St John’s College na Uniwersytecie Cambridge . W latach 1806–1807 zasiadał w Izbie Gmin jako reprezentant okręgu Ashburton. W latach 1812–1814 reprezentował okręg wyborczy Roxburghshire. Po śmierci ojca w 1814 r. odziedziczył tytuł 2. hrabiego Minto i zasiadł w Izbie Lordów.
W latach 1832–1834 był brytyjskim ambasadorem w Berlinie. W latach 1835–1841 był pierwszym lordem Admiralicji, a w latach 1846–1852 piastował stanowisko Lorda Tajnej Pieczęci. Był kawalerem Krzyża Wielkiego Orderu Łaźni. Zmarł w 1859 r.

## Życie prywatne
W 1806 r. poślubił Mary Brydone (zm. 21 lipca 1853), córkę Patricka Brydone'a i Mary Robertson, córki Williama Robertsona. Gilbert i Mary mieli razem pięciu synów i pięć córek:
- Charlotte Mary Elliot (zm. 3 czerwca 1899), żona Melville’a Portala, miała dzieci
- Harriet Anne Gertrude Elliot (zm. 9 lutego 1855)
- William Hugh Elliot-Murray-Kynynmound (19 marca 1814 – 17 marca 1891), 3. hrabia Minto
- Mary Elizabeth Elliot-Murray-Kynynmound (ok. 1815 – 10 kwietnia 1874), żona Ralpha Abercromby’ego, 2. barona Dunfermline, miała dzieci
- Henry George Elliot (30 czerwca 1817 – 30 marca 1907), kawaler Krzyża Wielkiego Orderu Łaźni, ożenił się z Anne Antrobus, miał dzieci
- Charles Gilbert John Brydone Elliot-Murray-Kynynmound (12 grudnia 1818 – 21 maja 1895), ożenił się z Louisą Blackett i lady Harriette Liddell, miał dzieci z obu małżeństw
- Frances Anna Maria Elliot-Murray-Kynynmound (ok. 1820 – 17 stycznia 1898), żona Johna Russella, 1. hrabiego Russell, miała dzieci
- George Francis Stewart Elliot-Murray-Kynynmound (9 października 1822 – 14 lutego 1901)
- Elizabeth Amelia Jane Elliot-Murray-Kynynmound (ok. 1823 – 18 stycznia 1892), żona podpułkownika Fredericka Romilly’ego, miała dzieci
- Gilbert Elliot-Murray-Kynynmound (23 maja 1826 – 25 maja 1865), ożenił się z Katherine Gilbert, nie miał dzieci